# Renforcement social
Le renforcement social désigne en psychologie une augmentation de la probabilité de répétition d'un comportement par une récompense sociale telle qu'un signe d'approbation, l'amour ou l'attention d'un parent, d'un groupe etc,. Le renforcement social influe divers aspect du comportement, il peut affecter par exemple la constitution du jugement moral chez les enfants.